# Mathis Baby
La Baby era un'autovettura di fascia medio-bassa prodotta tra il 1912 ed il 1914 dalla Casa automobilistica francese Mathis.

## Profilo
La prima serie della Baby, denominata Baby-1, fu lanciata nel 1912 e fu il frutto del progetto X-60. Si trattò della prima Mathis di fascia medio-bassa. Era anche nota al mercato tedesco come 5/14 PS. Disponibile come torpedo a due o a quattro posti, la Baby-1 montava un motore a 4 cilindri da 1130 cm³, in grado di erogare una potenza massima di 14 CV.
La trasmissione era affidata ad un giunto cardanico, mentre i freni agivano sulle ruote posteriori e sulla trasmissione stessa. Il cambio era a 4 marce.
Ma quasi subito, la Baby-1 fu affiancata dalla Baby-2, che condivideva lo stesso telaio della Baby-1, ma montava un motore da 1327 cm³, in grado di erogare una potenza massima di 16 CV. Ciò valse alla Baby-2 il nome di 6/16 PS nel mercato tedesco. Il resto della meccanica era identico a quello della Baby-1, ed anche le varianti di carrozzeria proposte.
Sempre fin dall'inizio della sua produzione, fu introdotta anche la versione da gara, denominata Baby-3, la quale montava un motore più grande e potente, un 4 cilindri da 1846 cm³, in grado di sviluppare 22 CV. Si trattava dello stesso motore montato anche sulla Type OOUO e sulla Doctor. Prodotta anche in una serie limitata, la Baby-3, denominata anche Racebaby ebbe anche dei trascorsi sportivi.
Nel 1913 la Baby-1 fu tolta di produzione e nel 1914 anche le altre due versioni sparirono dal listino.